# Syracuse (Nebraska)
Pour les articles homonymes, voir Syracuse (homonymie).
La ville américaine de Syracuse est située dans le comté d'Otoe, dans l’État du Nebraska. Lors du recensement de 2020, elle comptait 1 941 habitants.

## Patrimoine
- Église Saint-Paulin (catholique)